# Sten Nilsson (konstnär)
Sten Daniel Nilsson, född 17 februari 1900 i Luleå, död 14 maj 1947, var en svensk målare och konservator.
Nilsson arbetade som specialist med kyrkorestaureringar och konservering av äldre målningar. Som konstnär ställde han ut separat i Luleå 1944 och han medverkade i samlingsutställningar på Norrbottens museum i Luleå och tillsammans med andra Norrbottenskonstnärer i vandringsutställningar. Bland hans offentliga arbeten märks dekorationsmålningar i Kiruna krematorium och Haparanda kyrka. För Delawareutställningen 1938 utförde han den stora rundmålningen Det gyllende Sverige. Hans konst består av lappländska landskap från Abiskojokk och Silverfallet.  